# Pomokaira
Pomokaira este o arie protejată (arie specială de conservare — SAC, sit de importanță comunitară — SCI, arie de protecție specială avifaunistică — SPA) din Finlanda întinsă pe o suprafață de 92.358 ha, integral pe uscat.

## Localizare
Centrul sitului Pomokaira este situat la coordonatele 67°54′31″N 26°12′04″E / 67.9086°N 26.2011°E.

## Înființare
Situl Pomokaira a fost declarat sit de importanță comunitară în august 1998 pentru a proteja 4 specii de plante și 32 de specii de animale. Alte tipuri de protecție:
- arie de protecție specială avifaunistică (în august 1998)[2]
- arie specială de conservare (în aprilie 2015)[1][3][4]

## Biodiversitate
Situată în ecoregiunea boreală, aria protejată conține 16 habitate naturale: Lacuri și iazuri distrofice naturale, Râuri naturale fino-scandinave, Cursuri de apă de la nivel de câmpie la nivel montan, cu vegetație Ranunculion fluitantis și Callitricho-Batrachion, Pajiști alpine și boreale, Turbării active, Mlaștini turboase de tranziție și turbării mișcătoare, Izvoare fino-scandinave și mlaștini produse de izvoare bogate în minerale, Izvoare petrifiante cu formare de travertin (Cratoneurion), Mlaștini alcaline, Turbării Aapa, Pante stâncoase silicioase cu vegetație casmofită, Taiga vestică, Păduri nordice subalpine/subarctice cu Betula pubescens ssp. czerepanovii, Păduri fino-scandinave bogate în ierburi cu Picea abies, Mlaștini împădurite, Păduri aluvionare cu Alnus glutinosa și Fraxinus excelsior (Alno-Padion, Alnion incanae, Salicion albae).
La baza desemnării sitului se află mai multe specii protejate:
- plante (4): Arctagrostis latifolia, Hamatocaulis vernicosus, Ranunculus lapponicus, ochii-șoricelului (Saxifraga hirculus)
- păsări (29): minunița (Aegolius funereus), ciuf de câmp (Asio flammeus), cocoșul de mesteacăn (Bonasa bonasia), buha (Bubo bubo), prundaș de nămol (Calidris falcinellus), bătăuș (Calidris pugnax), erete vânăt (Circus cyaneus), gușă vânătă (Cyanecula svecica), lebădă de iarnă (Cygnus cygnus), ciocănitoare neagră (Dryocopus martius), Emberiza rustica, șoim de iarnă (Falco columbarius), vânturel roșu (Falco tinnunculus), ciuvică (Glaucidium passerinum), cocor (Grus grus), becațină mică (Lymnocryptes minimus), Lyrurus tetrix tetrix, Mergellus albellus, codobatura galbenă (Motacilla flava), pietrar sur (Oenanthe oenanthe), notatița cu ciocul subțire (Phalaropus lobatus), ciocănitoare de munte (Picoides tridactylus), ploier auriu (Pluvialis apricaria), Sterna paradisaea, Strix nebulosa, Surnia ulula,  cocoș de munte (Tetrao urogallus), fluierar negru (Tringa erythropus), fluierar de mlaștină (Tringa glareola)
- mamifere (2): gluton (Gulo gulo), vidră de râu (Lutra lutra)
- nevertebrate (1): Xestia borealis

Pe lângă speciile protejate, pe teritoriul sitului au mai fost identificate 10 specii de plante, 3 specii de mamifere, 2 specii de nevertebrate, 3 specii de pești.